# Анрі Рабо
Анрі Рабо (фр. Henri Rabaud; 10 листопада 1873, Париж — 11 вересня 1949, Париж) — був французьким диригентом, композитором і педагогом, який обіймав важливі посади у французькому музичному істеблішменті та підтримував переважно консервативні напрямки у французькій музиці в першій половині ХХ століття.

## Життєпис
Походив з роду музикантів: батько Іполіт Рабо (фр. Hippolyte Rabaud; 1839 — 1900) був професором віолончелі в Паризькій консерваторії, мати була співачкою (для неї спочатку призначалася партія Маргарити в опері Гуно «Фауст») і, в свою чергу, була дочкою видатного флейтиста Луї Дорюса.
Навчався в Паризькій консерваторії у Жюля Массне (композиція) і Андре Жедальжа (контрапункт), в 1894 був вшанований Великою Римською премією за кантату «Дафна». У 1908 — 1918 Рабо був диригентом Паризької Опери, потім протягом одного сезону працював в США, де очолював Бостонський симфонічний оркестр. У 1920 року з виходом на пенсію Габрієля Форе Рабо зайняв пост директора Паризької консерваторії і залишався на цій посаді аж до 1941 року прославившись консервативними поглядами (він любив повторювати: «Модернізм — це зло»). З початком Другої світової війни Рабо увійшов до керівництва Комітету у справах мистецтв при вішистському уряді Петена.
Композиторська спадщина Рабо включає п'ять опер, з яких найбільший успіх мала написана за мотивами «Тисяча і однієї ночі» опера «Маруф, швець з Каїра» (фр. Mârouf, savetier du Caire; 1914). Серед симфонічних творів Рабо виділяються Дивертисмент на теми російських пісень, симфонічна поема «Нічний хід» (1896), «Еклога» за мотивами Вергілія; серед хорових — ораторія «Йов» (1900), серед камерних — віртуозне «Конкурсне соло» для кларнета (1901), написане для випускного конкурсу в консерваторії. Рабо також писав музику до кінофільмів.